# Cut the Crap
Cut the Crap – album punkrockowego zespołu The Clash. Nagrany w Weryton Studios w Unterföhring (styczeń - marzec 1985) i wydany 4 listopada 1985 roku przez wytwórnię Epic Records.

## Utwory
1. "Dictator" (Strummer, Rhodes) – 3:00
2. "Dirty Punk" (Strummer, Rhodes) – 3:11
3. "We Are The Clash" (Strummer, Rhodes) – 3:02
4. "Are You Red..Y" (Strummer, Rhodes) – 3:01
5. "Cool Under Heat" (Strummer, Rhodes) – 3:21
6. "Movers and Shakers" (Strummer, Rhodes) – 3:01
7. "This Is England" (Strummer, Rhodes) – 3:49
8. "Three Card Trick" (Strummer, Rhodes) – 3:09
9. "Play to Win" (Strummer, Rhodes) – 3:06
10. "Fingerpoppin'" (Strummer, Rhodes) – 3:25
11. "North and South" (Strummer, Rhodes) – 3:32
12. "Life Is Wild" (Strummer, Rhodes) – 2:39
13. "Do It Now" (Strummer, Rhodes) – 3:08 (tylko w wydaniu europejskim z 2000 roku)

## Skład
- Joe Strummer – wokal
- Nick Sheppard – gitara, wokal ("North and South" i "Play to Win")
- Young Wagner – instrumenty klawiszowe
- Norman Watt-Roy – gitara basowa
- Bernie Rhodes – programowanie automatu perkusyjnego
- Vince White – gitara ("Do It Now")
- Paul Simonon – gitara basowa ("Do It Now")
- Pete Howard – perkusja ("Do It Now")
- Fayney – automat perkusyjny